# Glenniea
Glenniea es un género con 8 especies aceptadas de plantas de flores perteneciente a la familia Sapindaceae. 

## Especies aceptadas
- Glenniea adamii
- Glenniea africana
- Glenniea penangensis
- Glenniea pervillei
- Glenniea philippinensis
- Glenniea thorelii
- Glenniea unijuga
- Glenniea unijugata

## Sinónimos
- Cnemidiscus, Crossonephelis, Hedyachras, Melanodiscus